# Elvira Nosari
Elvira Nosari (Uruapan, 1884) fue una pedagoga mexicana, escritora, dramaturga e impulsora de la educación de la mujer mexicana, considerada una de las fundadoras del feminismo mexicano.

## Biografía
Fue hija del emigrante Giuseppe Nosari (conocido en México como José Nosari o Nozari), un médico homeopático y emprendedor italiano residente en México desde mediados de 1860 que se dedicaba a la construcción, a quien en 1888 se le otorgó una concesión por parte del gobierno del estado de Guerrero para explotar las Grutas de Cacahuamilpa. Giuseppe Nosari falleció en México en 1908 y sus restos fueron repatriados a su pueblo natal Guastalla, Italia, donde yacen en el cementerio comunal. Dentro de su proyecto para las grutas, se encontraba la propuesta de construir un ferrocarril hasta la cueva, con el principal objetivo de facilitar tanto a los extranjeros como a los mexicanos el acceso para admirar la gruta. Como parte de la promoción del proyecto y con el propósito de atraer visitantes, Elvira Nosari, escribió en ese tiempo la obra Un viaje a Cacahuamilpa. Tenía la intención de montar esta obra en el Teatro Nacional, con Cacahuamilpa como escenario para dar a conocer lo que ella consideraba como una maravilla natural de México. La obra se reprodujo en la caverna pero no fue posible llevar a cabo su objetivo, ya que su padre se quedó sin dinero al invertir todo en el proyecto, y ella utilizó sus ahorros para la escenografía que se utilizaba en la gruta, perdiendo la oportunidad de cubrir el alquiler del teatro.

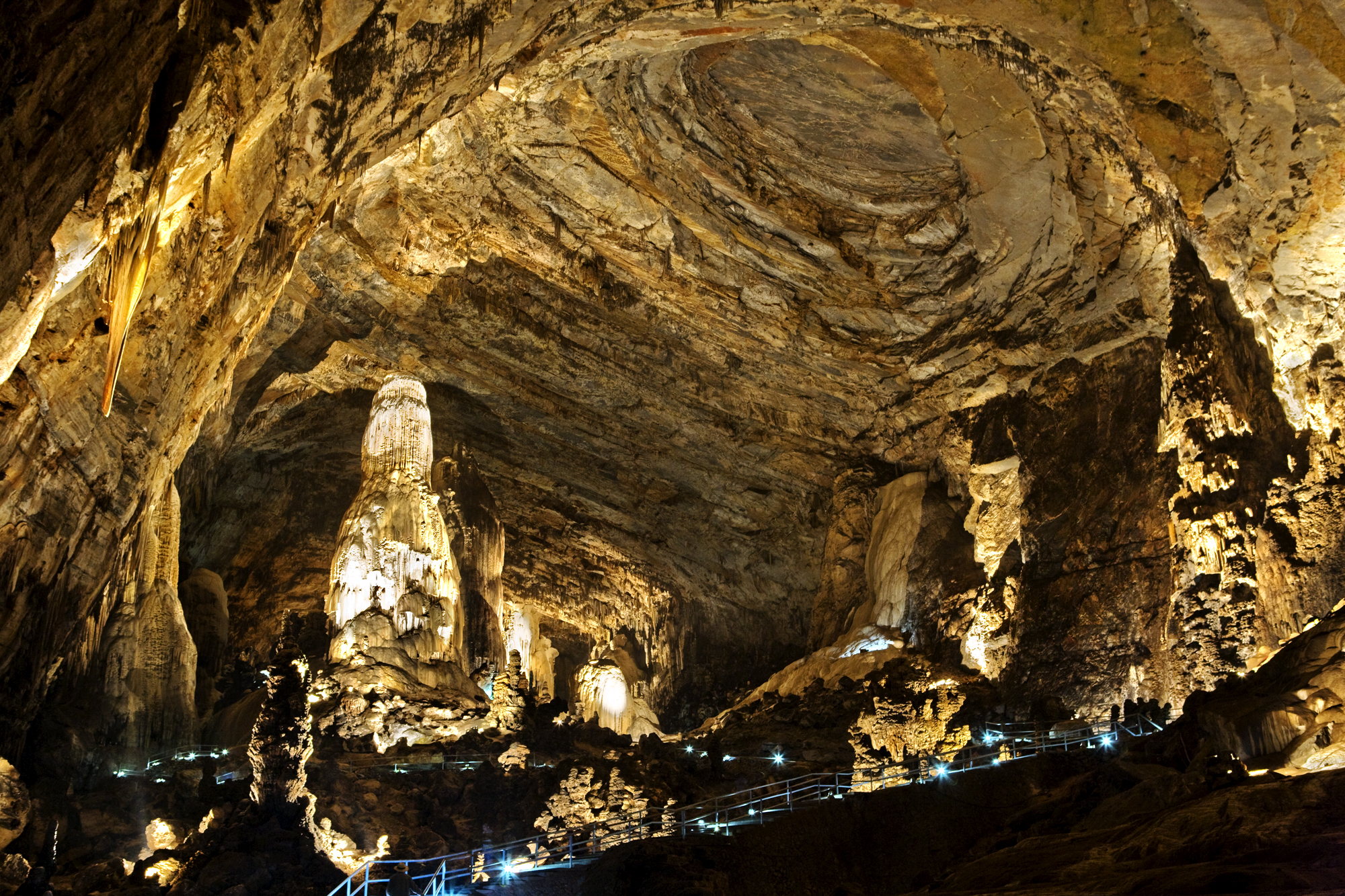
Grutas de Cacahuamilpa, Guerrero en la actualidad.

Elvira tuvo cuatro hermanos: Elena, Enriqueta, Eugenia y José Gaudiano, todos nacidos en México del matrimonio de su padre Giuseppe con María de la Paz Salgado, mexicana originaria de Puebla.

### Educación
Realizó sus estudios en la Escuela Normal para profesoras de la Ciudad de México en 1898 y se graduó en 1900 como Profesora en Educación Primaria. En 1900 recibió una beca para realizar estudios en Europa, por lo que se traslada a estudiar en Italia acompañada de la profesora Silvina Jardón un curso de psicología experimental para especializarse en educación especial con la maestra Maria Montessori. Al regresar escribió varios libros pedagógicos como Geografía plana y del espacio, otros libros de geometría para uso didáctico en la enseñanza de matemáticas y un libro de lecturas para las escuelas primarias.

## Trayectoria profesional

### Pedagogía
Se dedicó a estudiar diferentes métodos pedagógicos, e incluso cambió contenidos curriculares en búsqueda de una mejor enseñanza y adquisición del conocimiento. En 1915 fue directora de la Escuela Normal de Profesoras y de Artes y Oficios. Durante su administración realizó críticas al método tradicional de enseñanza con el objetivo de introducir nuevas modificaciones, como la creación de materias en diversas áreas como antecedente de un método internacionalista, también impartió la materia de Psicología experimental y gestionó el traslado de la Escuela Normal al edificio en la calle Independencia.
Alrededor de 1919 participó en la campaña a favor de libros didácticos de autores mexicanos, formando parte de la Sociedad de Autores Didácticos Mexicano, la cual criticó fuertemente la lista de los libros estadounidenses que se establecían como obras principales para la educación primaria por parte de la Comisión Técnica de la Dirección General de Educación Primaria para el ciclo 1919-1920, y la cual determinaba como suplementarios a los libros escritos por el magisterio mexicano. Esta asociación alcanzó su objetivo, al declarar insubsistente la citada lista y se designaron nuevos libros, adicionalmente renunció el director de las Escuelas Primarias.

### Obras literarias y de representación
Nosari fue una mujer que defendía su trabajo literario, a temprana edad, con su padre como intermediario registra la obra Un viaje a Cacahuamilpa. En octubre de 1899 solicita el derecho de propiedad de obra literaria y de representación, por su obra Jacinta o el mártir de la caverna, drama de cuatro actos, declaración que se manda publicar en el Diario Oficial el 14 de octubre de 1899. Esta obra fue posteriormente publicada con el título Jacinta: drama en un prólogo y tres actos por la editorial El siglo XX en 1917, que se encuentra en el Fondo Reservado de la Biblioteca Nacional de México. Se tiene registro de una carta que escribe al Ministro de Instrucción Pública como estrategia para que se acepte y publique su obra de Cristóbal Colón expresándole su intención de instruir al pueblo. En sus palabras:

Escribo para el pueblo: para esa clase social, sin instrucción, que ignora lo que hicieron nuestros antepasados por el suelo que la abriga (...)

Elvira Nosari aborda la temática de las mujeres dentro de los movimientos políticos mexicanos, representando el papel de una mujer que deja de lado los ideales tradicionales y sociales de la época. Propone la construcción de la identidad propia, rompiendo los roles de género y exhorta de manera directa a que la mujer tenga una participación activa en la política. A partir de sus obras es considerada como una de las principales contribuyentes del feminismo. También se le identifica como parte de las primeras generaciones de dramaturgas junto con Gertrudis Gómez, Teresa Farías, Laura Méndez, Mariana Peñaflores, Victoria González, Francisca Montes y Encarnación Alcaraz. Como dato interesante respecto a Elvira Nosari, es que durante muchos años utilizó en sus textos el pseudónimo masculino de Mario Dill.
- Un viaje a Cacahuamilpa, 1899.
- Fuegos Fatuos y de San Telmo, 1899
- Jacinta o el mártir de la caverna, 1899.
- La Penitenciaría, 1900
- Cristóbal Colón o El Descubrimiento de América, 1906.